# Sainte-Marie-en-Chanois
Sainte-Marie-en-Chanois és un municipi francès situat al departament de l'Alt Saona i a la regió de Borgonya - Franc Comtat. L'any 2007 tenia 198 habitants.

## Demografia

### Població
El 2007 la població de fet de Sainte-Marie-en-Chanois era de 198 persones. Hi havia 84 famílies, de les quals 20 eren unipersonals (16 homes vivint sols i 4 dones vivint soles), 36 parelles sense fills, 20 parelles amb fills i 8 famílies monoparentals amb fills.
La població ha evolucionat segons el següent gràfic:
Habitants censats

### Habitatges
El 2007 hi havia 107 habitatges, 85 eren l'habitatge principal de la família, 16 eren segones residències i 6 estaven desocupats. 101 eren cases i 4 eren apartaments. Dels 85 habitatges principals, 67 estaven ocupats pels seus propietaris, 13 estaven llogats i ocupats pels llogaters i 5 estaven cedits a títol gratuït; 6 tenien tres cambres, 20 en tenien quatre i 59 en tenien cinc o més. 61 habitatges disposaven pel capbaix d'una plaça de pàrquing. A 40 habitatges hi havia un automòbil i a 39 n'hi havia dos o més.

### Piràmide de població
La piràmide de població per edats i sexe el 2009 era:
| Homes | Edats   | Dones |
| ----- | ------- | ----- |
| 0     | 95 o +  | 0     |
| 0     | 90 a 94 | 0     |
| 0     | 85 a 89 | 4     |
| 0     | 80 a 84 | 0     |
| 0     | 75 a 79 | 4     |
| 4     | 70 a 74 | 8     |
| 4     | 65 a 69 | 4     |
| 16    | 60 a 64 | 8     |
| 4     | 55 a 59 | 0     |
| 0     | 50 a 54 | 16    |
| 8     | 45 a 49 | 0     |
| 8     | 40 a 44 | 8     |
| 12    | 35 a 39 | 8     |
| 12    | 30 a 34 | 4     |
| 8     | 25 a 29 | 16    |
| 0     | 20 a 24 | 4     |
| 0     | 15 a 19 | 8     |
| 8     | 10 a 14 | 0     |
| 0     | 5 a 9   | 8     |
| 4     | 0 a 4   | 0     |

## Economia
El 2007 la població en edat de treballar era de 134 persones, 97 eren actives i 37 eren inactives. De les 97 persones actives 93 estaven ocupades (56 homes i 37 dones) i 4 estaven aturades (2 homes i 2 dones). De les 37 persones inactives 12 estaven jubilades, 12 estaven estudiant i 13 estaven classificades com a «altres inactius».

### Ingressos
El 2009 a Sainte-Marie-en-Chanois hi havia 91 unitats fiscals que integraven 220 persones, la mediana anual d'ingressos fiscals per persona era de 17.224 €.

### Activitats econòmiques
Dels 14 establiments que hi havia el 2007, 1 era d'una empresa de fabricació d'altres productes industrials, 3 d'empreses de construcció, 3 d'empreses de comerç i reparació d'automòbils, 2 d'empreses de transport, 1 d'una empresa d'hostatgeria i restauració, 1 d'una empresa immobiliària i 3 d'entitats de l'administració pública.
Dels 5 establiments de servei als particulars que hi havia el 2009, 2 eren tallers de reparació d'automòbils i de material agrícola, 1 electricista, 1 empresa de construcció i 1 restaurant.
L'únic establiment comercial que hi havia el 2009 era una botiga de menys de 120 m².
L'any 2000 a Sainte-Marie-en-Chanois hi havia 6 explotacions agrícoles.

## Equipaments sanitaris i escolars
El 2009 hi havia una escola elemental integrada dins d'un grup escolar amb les comunes properes formant una escola dispersa.

## Poblacions més properes
El següent diagrama mostra les poblacions més properes.